# Марко Мая
Марко Аурелио Спал Мая (на португалски: Marco Aurelio Spall Maia) е бразилски металург и политик, председател на Камарата на депутатите на Националния конгрес на Бразилия от 17 декември 2010 г. до 4 февруари 2013 г.

## Биография
Марко Мая е роден на 27 декември 1965 г. в Каноас, Рио Гранде до Сул, в семейството на Фернандо Мая и Алисия Спал Мая. По професия е металург. Започва политическата си кариера чрез синдикална дейност, когато през 1984 г. е избран за контрольор в Синдиката на металурзите в Каноас. Бил е член на Синдиката на металурзите в Нова Санта Рита, на Федерацията на работниците металурзи, на Националната конфедерация на металурзите и на Централния съюз на работниците. През 2001 г. е поема Секретариата за администрацията и човешките ресурси на Рио Гранде до Сул. Благодарение на административния си опит през 2003 г. е избран за председател на Градската железопътна компания на Порто Алегре – стопанисваща метрото на Порто Алегре. След това става председател на регионалното представителство на Националната асоциация за градски транспорт.

### Федрален депутат
През 1985 г. Марко Мая става член на Партията на работниците и през 2005 е избран за първия си мандат в Камарата на депутатите на Националния конгрес на Бразилия. През 2006 г. е преизбран за втори мандат, а на изборите през 2010 г. получава доверие за мандат през следващата парламентарна легислатура 2011 – 2015.
През 2009 г. Марко Мая е избран за заместник-председател на Камарата на депутатите. На 17 декември 2010 встъпва в длъжност Председател на Камарата на депутатите на мястото на Мишел Темер, който е избран на президентските избори за вицепрезидент на Дилма Русев. Мандатът му на председателския пост приключва на 4 февруари 2013 г., когато председателският пост е зает от Енрике Едуардо Алвес.